# Centro de Estudios de Seguridad Aeroespacial
El Centro de Estudios de Seguridad Aeroespacial (inglés: Centre for Aerospace and Security Studies, CASS) es un think tank pakistaní con sede en Islamabad, Pakistan, dedicado a la investigación y divulgación de los diversos ámbitos del sector aeroespacial. Fundado en 2019, el centro define su misión como «proporcionar una visión y análisis independiente sobre temas relacionados con la seguridad aeroespacial e internacional, tanto inmediatos como a largo plazo, desde una perspectiva global y única, con el fin de informar el discurso de pensadores, formuladores de políticas, académicos y profesionales de todo el mundo».